# Ciechanów (Landgemeinde)
Die gmina wiejska Ciechanów [ʨɛˈxanuf] ist eine selbständige Landgemeinde in Polen im Powiat Ciechanów in der Woiwodschaft Masowien. Ihr Sitz befindet sich in der Stadt Ciechanów. Die Landgemeinde, zu der die Stadt Ciechanów selbst nicht gehört, hat eine Fläche von 140,2 km², auf der (Stand: 30. Juni 2016) 6930 Menschen leben.

## Geographie

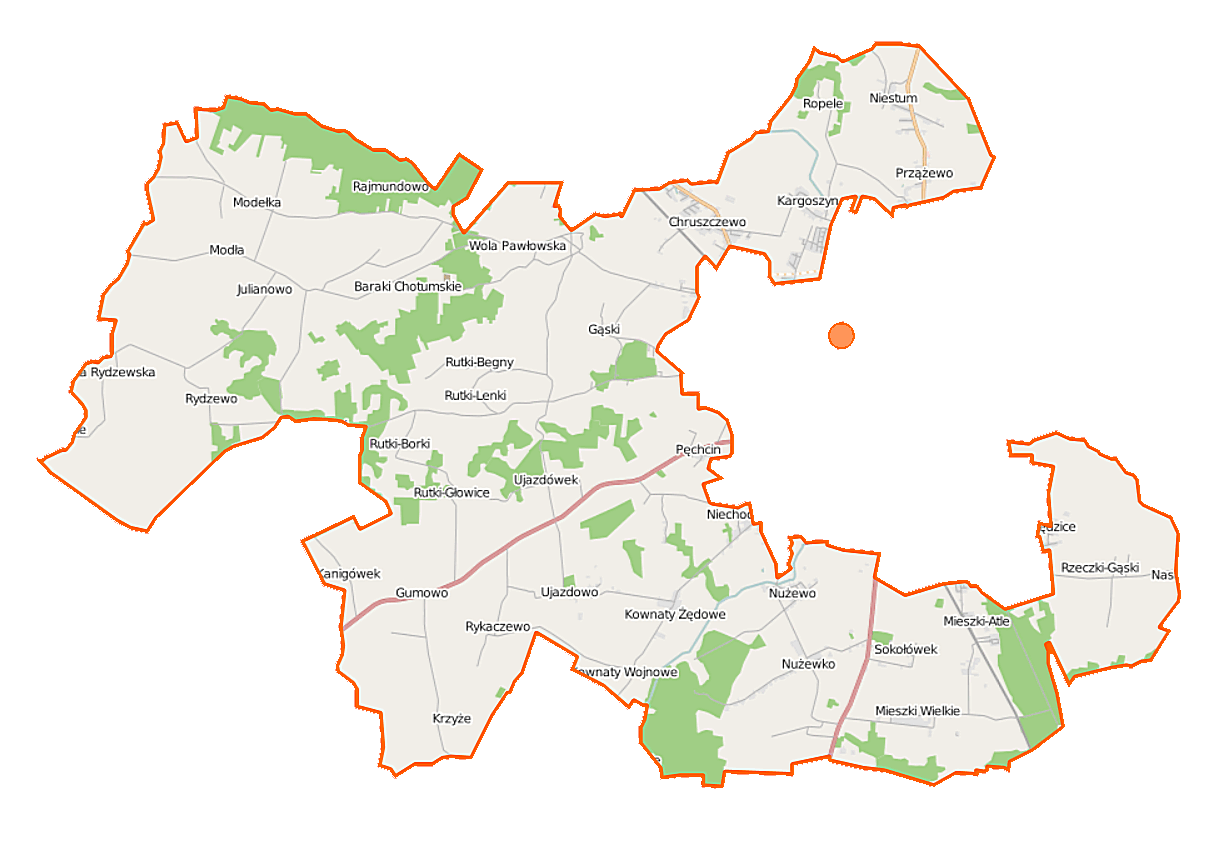
Karte der Landgemeinde

Das Gebiet der Landgemeinde umgibt die Stadt Ciechanów im Norden, Westen und Süden.

## Geschichte
Von 1975 bis 1998 gehörte die Landgemeinde zur Woiwodschaft Ciechanów.

## Gemeindegliederung
Die Landgemeinde Ciechanów besteht aus 35 Schulzenämtern:
Baby
Baraki Chotumskie
Chotum
Chruszczewo
Gąski
Gorysze
Grędzice
Gumowo
Kanigówek
Kargoszyn
Kownaty Żędowe
Mieszki-Różki
Mieszki Wielkie
Modełka
Modła
Niechodzin
Niestum
Nowa Wieś
Nużewko
Nużewo
Pęchcin
Przążewo
Ropele
Rutki-Begny
Rutki-Borki
Rutki-Głowice
Rutki-Marszewice
Rydzewo
Rykaczewo
Rzeczki
Ujazdowo
Ujazdówek
Wola Pawłowska
Wólka Rydzewska
Weitere Ortschaften der Gemeinde sind:
Bardonki
Gołoty
Kownaty Wojnowe
Krupy
Mieszki-Atle
Mieszki-Bardony
Pieńki Niechodzkie
Romanowo
Rutki-Bronisze
Rutki-Szczepanki
Sokołówek